# Ceriana conopsoides
Ceriana conopsoides es una especie de mosca sírfida. Se distribuyen por el Paleártico en Eurasia y África.